# Физабад
Физабад (англ. Fyzabad) — город в регионе Сипария на юго-западе острова Тринидад в Тринидаде и Тобаго в 13 км к югу от Сан-Фернандо. Город получил своё название по городу Файзабад (Уттар-Прадеш, Индия).

## История
Физабад основан пресвитерианским миссионером в Тринидаде Кеннетом Дж. Грантом в 1871 году.. Целью поселения было отделение индийцев-христиан от необращённого индуистского и мусульманского населения. Позднее город вырос с открытием нефти в этом районе в 1917 году и привлек большое количество иммигрантов из Гренады и других Малых Антильских островов. В 1937 году Физабад стал центром трудовых волнений во главе с Тубалом Батлером, которые считаются началом рабочего движения в Тринидаде и Тобаго.
Обвал цен на нефть в 1980-х годах в сочетании со снижением добычи нефти на суше привёл к сокращению города.

## Население
По данным на 9 января 2011 года в городе проживали 13 099 человек.

## Известные уроженнцы
- Тубал Батлер (1897—1977) — священник, лидер рабочих волнений, основатель партии Батлера и рабочего движения в стране.
- Майкл Фишер (род. 1931) — британский физик, химик и математик.
- Билли Оушен (род. 1950) — англо-карибский музыкант (настоящее имя Лесли Себастиан Чарльз).
- Рамон Моральдо (род. 1951) — тринидадский футболист, защитник и бывший игрок национальной сборной Тринидада и Тобаго.
- Энтони Кармона (род. 1953) — пятый президент Тринидада и Тобаго.